# Блатни костенурки
Блатните костенурки (Emydidae) са семейство влечуги от разред Костенурки (Testudines).

## Разпространение
Срещат се на всички континенти с изключение на Австралия и Антарктида. В България се среща един вид:
- Emys orbicularis -- Европейска блатна костенурка

## Класификация на семейството до Родове
Семейство Блатни костенурки
- Подсемейство Emydinae
  - Род Emydoidea
  - Род Emys
  - Род Clemmys
  - Род Glyptemys
  - Род Terrapene – Украсени костенурки
- Подсемейство Deirochelyinae
  - Род Chrysemys
  - Род Deirochelys
  - Род Graptemys – Географски костенурки
  - Род Malaclemys
  - Род Pseudemys
  - Род Trachemys